# Nimboa bifurcata
Nimboa bifurcata är en insektsart som beskrevs av Meinander 1998. Nimboa bifurcata ingår i släktet Nimboa och familjen vaxsländor. Inga underarter finns listade i Catalogue of Life.